# Tetraponera andrei
Tetraponera andrei är en myrart som först beskrevs av Mayr 1895.  Tetraponera andrei ingår i släktet Tetraponera och familjen myror. Inga underarter finns listade i Catalogue of Life.